# اوتیشیتسه
اوتیشیتسه (به چکی: Otěšice) یک منطقهٔ مسکونی در جمهوری چک است که در Plzeň-South District واقع شده‌است. اوتیشیتسه ۵٫۵۶ کیلومتر مربع مساحت و ۱۴۹ نفر جمعیت دارد و ۳۹۶ متر بالاتر از سطح دریا واقع شده‌است.